# Río Ouse (Sussex)

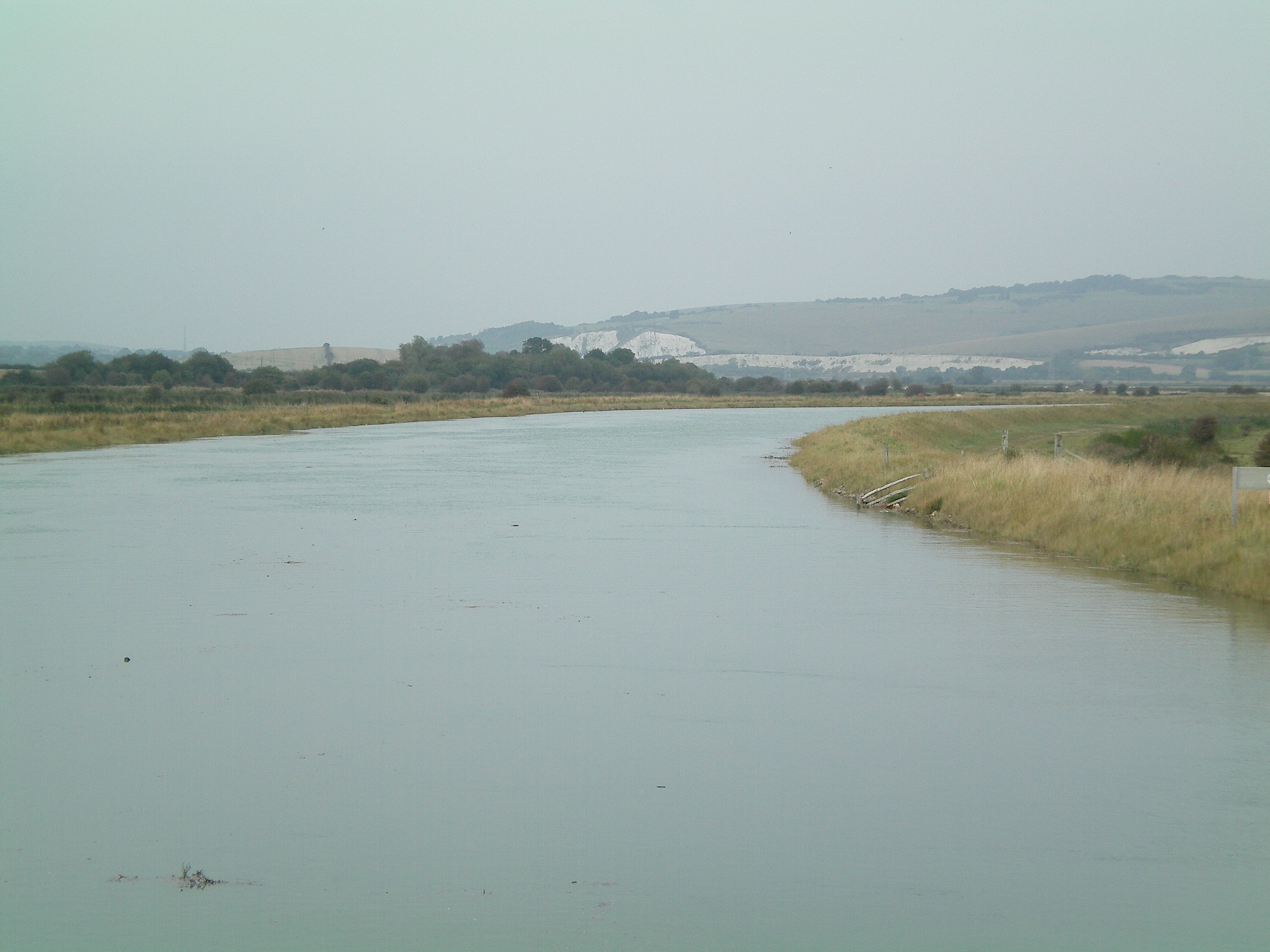
Vista desde el puente colgante de Southease mirando al norte hacia Cliffe, en marea alta

El río Ouse es un corto río costero de la vertiente del canal de la Mancha del Reino Unido que discurre por los condados de  West Sussex y East Sussex en Inglaterra. El Ouse nace cerca de Lower Beeding, pasa a través de Lewes y South Downs y desemboca en el canal de la Mancha en New Haven.
A diferencia de los otros ríos británicos llamados Ouse (el Gran Ouse, el Pequeño Ouse y el Ouse en Yorkshire), cuyos nombres provienen de un cognado de raíz escandinava con «oose», su nombre puede venir de una corrupción del francés «rivière de Lewes». El río fue originalmente conocido como el río Mid-wynd.
Actualmente existe mucha investigación sobre la presencia y efectos de contaminantes orgánicos e inorgánicos en el Ouse de Sussex. La naturaleza del río es que el sedimento en las áreas de alta corriente es ausente, con la excepción del área de la isla Denton. En 2001 el río se desbordó, poniendo áreas del los pueblos Lewes y Uckfield bajo el agua.
El río es conocido por la inusualmente larga trucha que migra corriente arriba dos veces al año para reproducirse. El río también contiene grandes esox (hasta de 30 libras) y más recientemente grandes carpas.
En el verano cada año se lleva a cabo la Carrera Veraniega de Balsas de Ouse, en la que los competidores construyen sus propias balsas y descienden río abajo desde Lewes hasta Newhaven. En Southease, los balseros son apedreados desde el puente y las orillas del río con huevos, harina, macroalga y agua.
El 28 de marzo de 1941, la autora Virginia Woolf se suicidó ahogándose en el río Ouse, cerca de la villa de Rodmell.